# دوردي ميلوفانوفيتش
دوردي ميلوفانوفيتش (بالصربية: Ђорђе Миловановић)‏ هو لاعب كرة قدم صربي في مركز الوسط، ولد في 13 سبتمبر 1956 في Sremska Rača ‏ في كرواتيا، وتوفي في 15 فبراير 2009 في سريمسكا ميتروفيتشا في صربيا. لعب مع النجم الأحمر بلغراد وريد بول سالزبورغ ونادي رادنيك بيلينا.